# Pfaffenhofen an der Ilm
Pfaffenhofen an der Ilm település Németországban, azon belül Bajorországban. Lakosainak száma 27 143 fő (2023. december 31.).

## Népesség
A település népessége az elmúlt években az alábbi módon változott:
| Lakosok száma | 2448 | 7355 | 13 684 | 17 801 | 24 049 | 24 718 | 25 409 | 25 781 | 26 453 | 27 143 |
|               | 1875 | 1950 | 1975   | 1987   | 2012   | 2014   | 2016   | 2017   | 2021   | 2023   |